# 兰布雷希茨哈根
兰布雷希茨哈根是德国梅克伦堡-前波莫瑞州的一个市镇。总面积13.52平方公里，总人口2845人，其中男性1468人，女性1377人（2011年12月31日），人口密度210人/平方公里。